# Dominika Oramus
Dominika Dorota Oramus z d. Materska (ur. 1972) – polska anglistka, profesor nauk humanistycznych, specjalizująca się we współczesnej literaturze, a zwłaszcza recepcji nauk ścisłych w humanistyce anglosaskiej. Profesor  na Wydziale "Artes Liberales" Uniwersytetu Warszawskiego.

## Życiorys
W 1996 r. ukończyła studia na Uniwersytecie Warszawskim, a w 1999 r. Wydział Neofilologii UW nadał jej stopień doktora za rozprawę pt. Ways of Pleasure Angela Carter’s "Discourse of Delight" in Her Fiction and Non-fiction, napisanej pod kierunkiem prof. Jacka Wiśniewskiego. W 2008 r. habilitowała się na podstawie pracy zatytułowanej Nowy groźny świat. Upadek Zachodu w twórczości J.G. Ballarda. W 2012 r. została profesorem nadzwyczajnym w Instytucie Anglistyki Uniwersytetu Warszawskiego. Pracowała też w Wyższej Szkole Pedagogicznej Towarzystwa Wiedzy Powszechnej na Wydziale Nauk Społecznym i Filologicznym w Warszawie. W 2022 r. uzyskała tytuł profesora nauk humanistycznych.
Żona pisarza i krytyka Marka Oramusa, mają córkę Berenikę.

## Publikacje
- 2004: Stacja kontroli chaosu. Zjawiska i pisarze współczesnej fantastyki[1]
- 2007: Przyjdź Królestwo Twoje. J.G. Ballarda wizja końca cywilizacji[1]
- 2007: How to Describe Japan? Angela Carter Looks at the Far East in her Fiction and Non-Fiction[1]
- 2009: A Rhetoric of Novelty. Cyberpunk and the Academy[1]
- 2011: Imiona Boga: motywy metafizyczne w fantastyce drugiej połowy XX wieku, Universitas[1]
- 2015: Charles Darwin’s Looking Glass. The Theory of Evolution and the Life of its Author in Contemporary British Fiction and Non-Fiction. Peter Lang, Frankfurt am Main, ISBN 978-3-653-05206-0
- 2015: Grave New World: The Decline of the West in the Fiction of J.G. Ballard., The Terminal Press, Toronto, ISBN 0-9940982-2-7
- 2015: Darwinowskie paradygmaty. Mit teorii ewolucji w kulturze współczesnej, Copernicus Center Press, Kraków, ISBN 978-83-7886-136-2
- 2020: Stany splątane. Fizyka a literatura współczesna. Copernicus Center Press, ISBN 978-83-7886-489-9
- 2020: Against the Anthropocene? Epidemics in J.G. Ballard's Short Stories, artykuł w „English Studies”[5]
- 2022: J.G. Ballard’s Depiction of Global Psychodynamics: “The Terminal Beach” and Pre-Traumatic Stress, artykuł w „Critique: Studies in Contemporary Fiction”[6]